# Zemships
Das Projekt Zemships (Zero Emissions Ships, dt. emissionsfreie Schiffe) verfolgt das Ziel der Entwicklung eines mit Wasserstoff betriebenen Passagierschiffes.
Das ausgewählte Schiff ist ein Neubau für die Alsterschifffahrt in Hamburg und trägt den Namen „Alsterwasser“. Hierbei wird ein Elektromotor mit der Energie eines Brennstoffzellensystems gespeist.
Die Kiellegung fand auf der Werft SSB Spezialschiffbau Oortkaten am 4. Dezember 2007 statt, die Übergabe an den Betreiber ATG Alster Touristik GmbH – eine Tochtergesellschaft der Hamburger Hochbahn AG – erfolgte am 29. August 2008 durch Anja Hajduk (Senatorin für Stadtentwicklung und Umwelt) im Beisein des Bundesverkehrsministers Wolfgang Tiefensee.
Am 28. April 2010 gab es bei Probefahrten einen Brand im Batterieraum, der einige Schäden bewirkte. Eine Explosionsgefahr durch den Wasserstoff bestand nicht.
Seit dem 10. Mai 2011 ist die Alsterwasser wieder im Einsatz.
Nach über 5-jährigem Betrieb der Alsterwasser hat das Schiff über 50.000 Passagiere emissionsfrei auf der Alster befördert.
Seit Herbst 2013 ist es nicht mehr betriebsbereit, weil es nicht mehr betankt wird. Technische Gründe für die Tankstellenschließung habe es nicht gegeben. Offensichtlich ist es wirtschaftlich unattraktiv, ein einziges Schiff, das alle drei Tage zum Tanken kommt, zu 
versorgen. Im Frühjahr 2014 wurde die am Barmbeker Stichkanal gelegene Betankungsstation abgebaut.

## Betankung

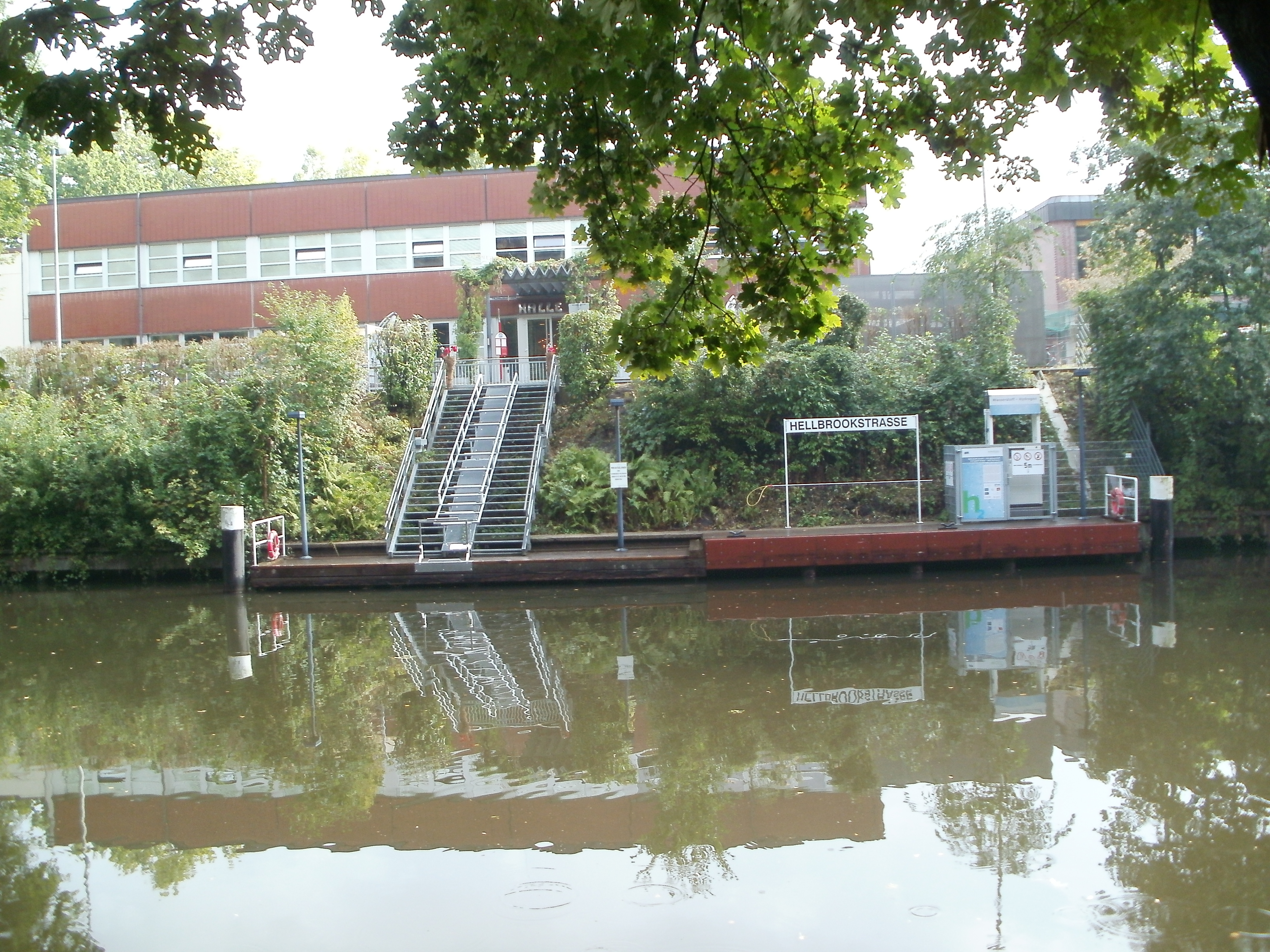
Wasserstofftankstelle Hellbrookstrasse

Die Wasserstofftankstelle war mit einem 17.000-Liter-Flüssigwasserstofftank ausgestattet. Die Betankung des Schiffes erfolgte durch Druckwasserstoff bei 350 bar.
2013 wurde die von Linde AG betriebene Wasserstofftankstelle aufgegeben und abgebaut.

## Technische Details desFCS Alsterwasser
- Länge: 25,56 m
- Breite: 5,2 m
- Höhe: 2,65 über Wasserlinie (Aufbau hydraulisch um 0,35 m absenkbar)
- Tiefgang: 1,2 m (unbesetzt) – 1,33 m (mit Fahrgästen)
- Tankdruck: 350 bar
- Tankfüllung: 12 Tanks je 178 Liter (50 kg)
- Antrieb: 2 × 48 kW PEFC Brennstoffzellen (140 V DC) der Proton Motor Fuel Cell GmbH mit integrierten 7 Blei-Gel-Akkus (je 80 V in Serie) 360 Ah; Drehstrom-Elektromotor (100 kW); Bugstrahlruder (20 kW)
- Geschwindigkeit: 14 km/h / 7,6 kn
- Kapazität: 100 Personen